# Mažeikiai
Mažeikiai je město v západní části Litvy, ve Žmudi, v Telšiaiském kraji, při řece Venta, osmé největší město v Litvě, 1. – 2. největší v Žemaitsku (po krajském městě Šiauliai, které je na východním okraji Žemaitska a po Klaipėdě, která je sice obklopena Žemaitskem, ale byla součástí Malé Litvy). Město leží 46 km na sever od krajského města Telšiai, 81 km na severozápad od krajského města sousedního kraje Šiauliai, 118 km na severovýchod od Klaipėdy, 290 km na severozápad od hlavního města Vilnius a jen 5 km na jih od státní hranice s Lotyšskem; vzdálenost do Rigy je 175 km. Přes město vedou dvě železniční trati: Šiauliai – Liepāja a Mažeikiai – Laižuva – Auce – Jelgava (- Rīga), dříve také zvaná Mítavská trať (litevsky: Mintaujos geležinkelis). Přes město vedou dvě významnější silnice: č. 164 Tauragė – Plungė – Ventspils a ji křižující silnice Šiauliai – Skuodas. Ve městě je pět kostelů (viz část Náboženská společenství v městě), 17 škol, další tři vzdělávací instituce a devět mateřských škol (viz část Školství), okresní nemocnice, domov pro přestárlé a sirotky, hygienická stanice, kulturní středisko, vlastivědné muzeum, tři pošty (PSČ centrální: LT-89001), nádraží.

## Minulost města

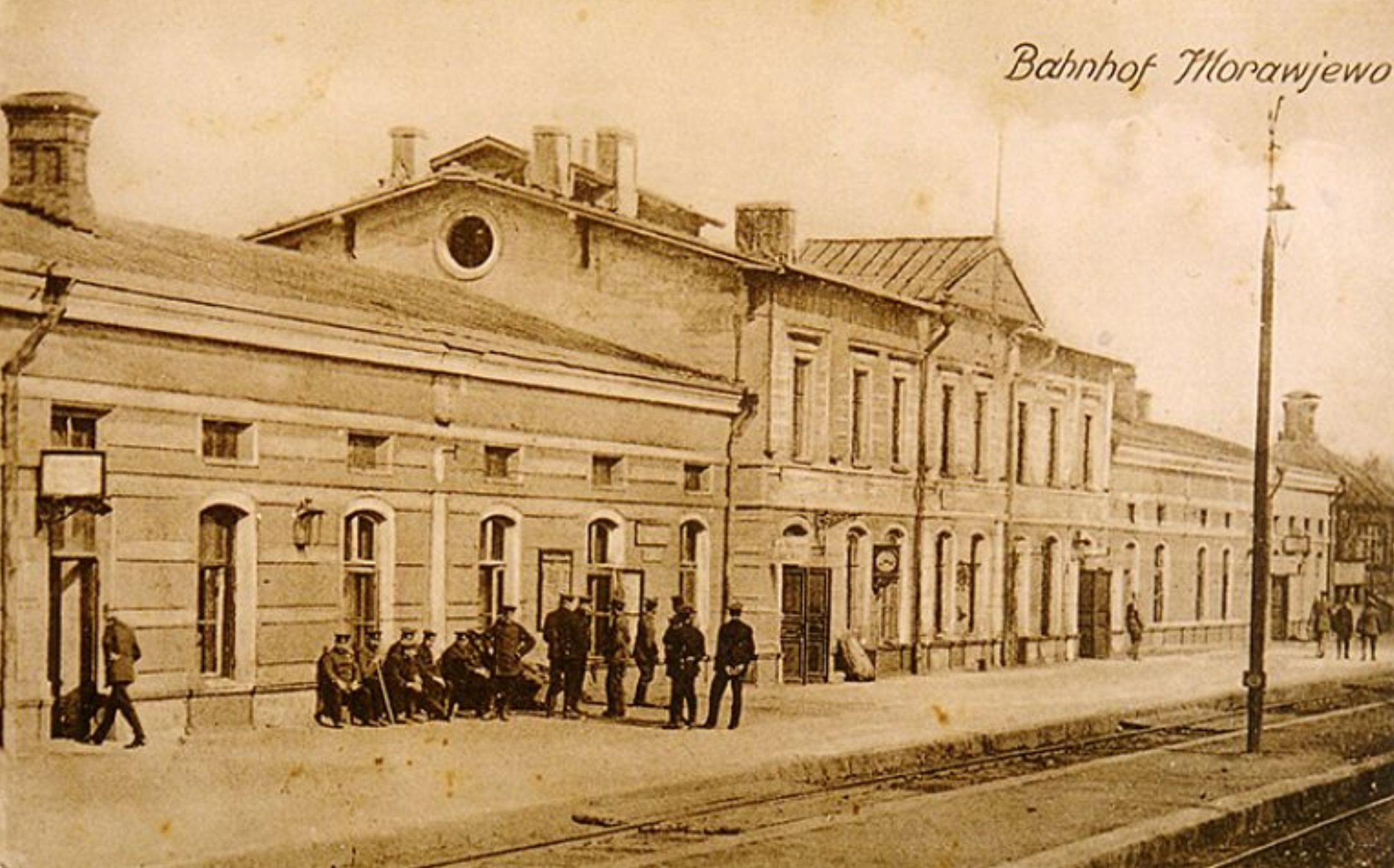
Nádraží v Mažeikách v roce 1901, tehdy pod názvem "Muravojo geležinkelio stotis" (Nádraží Muravjova)

Název města byl poprvé zmíněn ve 13. století. Je známo, že v roce 1290 při výpravě Žemaitů do Zemgale Livonský řád porazil oddíl vojska knížete Mažeiky. Podle Livonské kroniky v roce 1332 vojsko, vedené mistrem řádu Everhardem "provedlo tažení do kraje budižkničemů Žemaitů dosáhlo dvorů (knížete/krále) Mažeiky (Mazeikia (dnešní Mažeikiai)) a Vindeiky (Windeikia)". Na základě tohoto se dá usuzovat, že ve 14. století zmiňované panství žemaitského knížete/krále Mažeiky dalo název dnešnímu městu Mažeikiai a tohoto vládce lze považovat za zakladatele města a rok 1290 je pokládán za rok vzniku města. Má se za to, že samotný Mažeikův dvůr, zničený Livonským řádem nebyl obnoven, ale ves v jeho okolí byla obnovena. Po nějakou dobu tato ves neměla valný význam, (v 16. století – zapadlá vesnice, obklopená hvozdy a bažinami, v jejímž okolí řádili lupiči – kosti jejich obětí jsou nacházeny doposud); teprve rok 1868 znamenal počátek růstu města v souvislosti se stavbou železnice Liepāja – Romny (úsek Liepāja – Kaišiadorys) a zanedlouho – v roce 1874 i odbočky Mažeikiai – Jelgava (takzvaná Mítavská trať).

## Sport
- FK Atmosfera fotbalový klub;
- KK Mažeikiai basketbalový klub;

## Partnerská města
| Město      | Znak | Stát      |
| ---------- | ---- | --------- |
| Płock      |      | Polsko    |
| Navapolack |      | Bělorusko |
| Saldus     |      | Lotyšsko  |
| Paide      |      | Estonsko  |
| Havířov    |      | Česko     |
| Maribo     |      | Dánsko    |